# Жирар-де-Сукантон, Лев Фёдорович
Барон  Лев Фёдорович Жирар-де-Сукантон  (19 июня 1855, Санкт-Петербург, Российская империя — 1918, Тамбов, РСФСР) — генерал-майор Русской императорской армии.

## Биография
Лютеранин. Из старинного дворянского рода. Родился в семье полковника Лейб-гвардии Семёновского полка, барона Фёдора (Теодольфа) Ивановича Жирар-де-Сукантона и баронессы Юлии Эмилии. Общее образование получил в частной гимназии Карла Мая. Обучался с 1870 по 1875 год.
В службу вступил 1 сентября 1875 года юнкером рядового звания в Николаевское кавалерийское училище, окончил курс училища по 1-му разряду. 22 мая 1877 года выпущен корнетом в Лейб-гвардии Конный полк. С 16 декабря 1880 года по 29 мая 1881 года — член полкового суда. 12 апреля 1881 года был произведён в поручики.
8 октября 1881 года после сдачи приемных экзаменов был зачислен в Николаевскую академию Генерального штаба. 1 октября 1882 года с разрешения начальника Главного штаба «по домашним обстоятельствам» отчислен от академии.
14 февраля 1883 года был командирован в 1-й военно-телеграфный парк для изучения телеграфного дела. 30 июня 1883 года возвратился из командировки в полк. 30 августа 1887 года произведён в штабс-ротмистры.
С 8 марта по 17 августа 1888 года был командирован во 2-е отделение кадра гвардейского кавалерийского запаса. В 1891 году награждён орденом Святого Станислава 3-й степени. С 20 января 1892 года по 10 марта 1893 года исполнял должность заведующего офицерской конюшней. С 27 августа по 30 ноября 1892 года заведовал полковой учебной командой. С 30 ноября 1892 года по 31 марта 1893 года командовал 2-м эскадроном. 31 марта 1893 года принял «эскадрон Его Величества». 30 августа 1893 года был произведён в ротмистры. В 1894 году награждён орденом Святой Анны 3-й степени.
С 18 сентября 1896 года исполнял должность помощника командира полка по строевой части. 6 декабря был произведён в полковники и 23 декабря был утвержден в должности. В 1897 году награждён орденом Святого Станислава 2-й степени, а в 1901 году орденом Святой Анны 2-й степени.
23 марта 1903 года был назначен командиром 4-го лейб-драгунского Псковского Её Величества Государыни Марии Фёдоровны полка.
Высочайшим приказом, состоявшимся 14 марта 1905 года, за «отличие по службе» был произведен в генерал-майоры с назначением командиром Лейб-гвардии Кирасирского Её Величества Государыни Императрицы Марии Федоровны полка. 16 мая 1906 года Высочайшим приказом был зачислен в Свиту Его Величества с оставлением в занимаемой должности.
24 мая 1907 года был назначен командиром 1-й бригады 2-й гвардейской кавалерийской дивизии с зачислением по гвардейской кавалерии, в списках полка и с оставлением в Свите Его Величества. На 1 января 1908 года в том же чине и должности. В 1909 году награждён орденом Святого Владимира 3-й степени, а в 1912 году орденом Святого Станислава 1-й степени.
7 февраля 1912 года Высочайшим приказом отчислен в Свиту Его Величества с оставлением по гвардейской кавалерии и в списках Лейб-гвардии Кирасирского Её Величества Государыни Императрицы Марии Федоровны полка.
Участник Первой мировой войны. 6 декабря 1914 года высочайшим приказом Свиты Его Величества генерал-майор барон Лев Жирар-де-Сукантон был награждён орденом Святой Анны 1-й степени. 10 июня 1916 года был удостоен ордена Святого Владимира 2-й степени с мечами. На 10 июля 1916 года в том же чине и должности.
Обстоятельства смерти барона Льва Фёдоровича Жирар-де-Сукантона не известны. По некоторым сведениям в январе 1916 года он был ранен. Лечился в лазарете, организованном в их квартире, в Гатчине. Позднее он оказался в Тамбове, где заразился тифом и умер в 1918 году. Место захоронения Льва Фёдоровича Жирар-де-Сукантона неизвестно.

## Награды
| - Орден Святого Станислава 3-й степени (1891) - Орден Святой Анны 3-й степени (1894) - Орден Святого Станислава 2-й степени (1897) - Орден Святой Анны 2-й степени (1901) - Орден Святого Владимира 3-й степени (1909) - Орден Святого Станислава 1-й степени (1912) - Орден Святой Анны 1-й степени (1914) - Орден Святого Владимира 2-й степени с мечами (1916) | - Гессенский Филиппа I Великодушного командорский крест 2-го класса (1895)) - Бухарский орден золотой звезды 3-й степени (1896)) - Сиамский Орден Белого слона 3-й степени (1896)) - Офицерский крест французского ордена Почётного легиона (1897)) - Баварский орден «За военные заслуги» кавалерский крест 1-го класса (1897)) - Орден Короны Италии командорский крест (1903)) - Персидский орден Льва и Солнца 2-й степени (1903)) - Персидский орден Льва и Солнца 1-й степени (1906)) - Австрийский орден Железной короны 1-й степени (1910)) |